# Transparency International

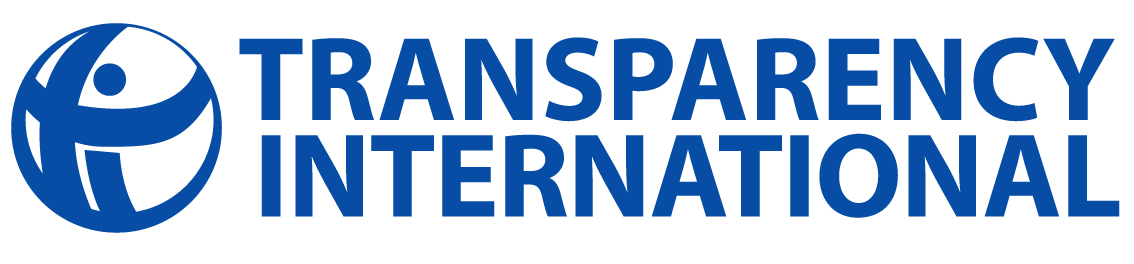
Transparency International

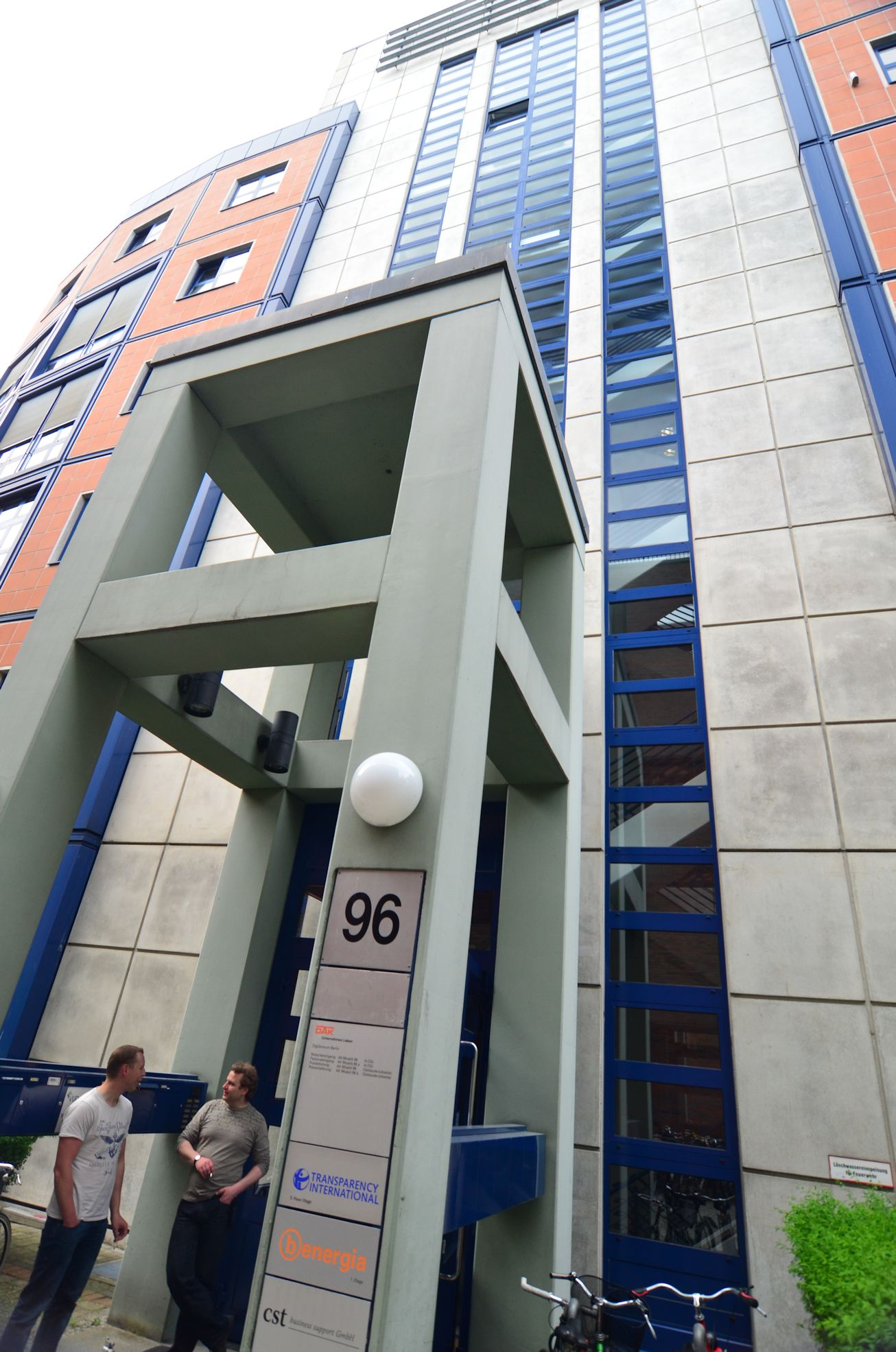
Het secretariaat van Transparency International, Alt-Moabit 96, Berlijn, (5de verdieping)

Transparency International (TI) is een internationale non-gouvernementele organisatie (ngo) voor de bestrijding van corruptie.

## Organisatie
Transparency International bestaat uit meer dan 100 nationale afdelingen over de hele wereld met een internationaal secretariaat en is de leidende organisatie in de strijd tegen corruptie. De beweging wil een wereld die vrij is van corruptie. TI werd in 1993 opgericht en een van de oprichters is Peter Eigen. De organisatie geeft een stem aan slachtoffers en getuigen van corruptie. TI werkt samen met overheden, bedrijven en burgers om misbruik van macht, omkoping en geheime deals te stoppen.
Het internationale secretariaat is gevestigd in Berlijn. De Nederlandse afdeling is gevestigd in Amsterdam. De Belgische afdeling is gevestigd in Brussel.

## Missie
De missie is om corruptie te stoppen en transparantie, verantwoording en integriteit te bevorderen op alle niveaus en in alle sectoren van de samenleving. Kernwaarden zijn: transparantie, verantwoording, integriteit, solidariteit, moed, rechtvaardigheid en democratie.
TI brengt corruptie in kaart door onderzoek te doen en data te verzamelen. Met deze data wordt een index berekend die aan een land of regio wordt toegekend om druk op de overheid uit te oefenen. De meest bekende index is de Corruptieperceptie-index (Corruption Perceptions Index, CPI), die sinds 1995 bestaat. De index, die met behulp van experts ongeveer 180 landen en territoria rangschikt op het waargenomen niveau van corruptie in de publieke sector, gebruikt een schaal van 0 tot 100, waarbij 0 zeer corrupt is en 100 staat voor corruptievrij. Daarnaast bestaan ook de Global Corruption Barometer en de Bribe Payers Index. 

## Corruptieperceptie-index

### Corruptieperceptie-index in 2017
1. Nieuw-Zeeland - 89
2. Denemarken - 88
3. Finland - 85
4. Noorwegen - 85
5. Zwitserland - 85
6. Singapore - 84
7. Zweden - 84
8. Canada - 82
9. Luxemburg - 82
10. Nederland - 82
11. Verenigd Koninkrijk - 82
12. Duitsland - 81
13. Australië - 77
14. Hong Kong - 77
15. IJsland - 77
16. Oostenrijk - 75
17. België - 75
18. Verenigde Staten - 75
19. Ierland - 74
20. Japan - 73

### Corruptieperceptie-index in 2018
Het rapport vernoemt ook specifiek enkele landen: de situatie is namelijk verbeterd in Estland, Ivoorkust, Senegal en Guyana, maar verslechterd in Australië, Chili, Malta, Turkije en Mexico. De toestand in de Verenigde Staten, Tsjechië en Brazilië verdient speciale aandacht.  In de top vijf staan Denemarken, Nieuw-Zeeland, Finland, Singapore en Zweden. Hekkensluiters zijn Noord-Korea, Jemen, Zuid-Soedan, Syrië en Somalië.
Het rapport over 2018 schetst een "vertrouwd, maar weinig positief beeld": meer dan twee derde van de landen scoort onder de 50/100, terwijl de gemiddelde score slechts 43/100 is. En het meest verontrustende is dat weinig of geen vooruitgang wordt geboekt: slechts 20 landen zijn er in de afgelopen jaren op vooruitgegaan.

### Corruptieperceptie-index in 2021
Het rapport over 2021 stelt de mondiale corruptieperceptie-index voor het tiende jaar op rij ongewijzigd op 43/100. Ondanks beloften hebben 131 landen in 10 jaar tijd geen noemenswaardige vooruitgang geboekt, 2/3 van de landen scoort onder de 50, terwijl 27 landen hun laagste score ooit kregen. De coronapandemie is in veel landen ook gebruikt als excuus om fundamentele vrijheden in te perken of democratische instellingen te fnuiken. 

### Corruptieperceptie-index in 2024
In 32 landen is het corruptieniveau sinds 2012 aanzienlijk verlaagd, 148 landen zijn in dezelfde periode gelijk gebleven of slechter geworden. Het wereldwijde gemiddelde van 43 staat ook al jaren stil, terwijl meer dan twee derde van de landen onder de 50 scoort. Denemarken, Finland en Singapore staan bovenaan, Luxemburg op 5, Nederland op 9 en België op 22 van 180.